# El turista habitual
El turista habitual fue un concurso de televisión, emitido por la cadena española Antena 3 en 1993.

## Mecánica
El espacio estaba centrado en el mundo de los viajes. Semanalmente, se emitía un monográfico sobre un destino turístico concreto. Sobre una diana-ruleta los concursantes, a medida que van superando las pruebas, incorporan destinos turísticos internacionales, incluida la vuelta al mundo,  sobre los que jugaban el premio final. Para jugar, los concursantes cuentan con fichas por valor de 500.000 pesetas, sobre las cuales deben ir rechazando o aceptando distintas ofertas.